# Monument-National (Montréal)
Pour les articles homonymes, voir Monument national.
Le Monument-National est l'un des plus anciens théâtres de Montréal et le plus vieux encore en activité. Il est situé sur le boulevard Saint-Laurent, au sud de la rue Sainte-Catherine. Il est classé comme lieu historique pour son architecture et son rôle important dans la vie culturelle de Montréal.

## Histoire

### Débuts
Laurent-Olivier David, président de la Société Saint-Jean-Baptiste de 1887 à 1893 et ministre provincial, doit concevoir et réaliser l’édifice du Monument national. Pour le financer, sa société lance une campagne de souscription à laquelle peuvent contribuer des particuliers. Devant l’insuffisance des souscriptions et des revenus de ses activités (qui atteindront 70 000 dollars), la Société est forcée d’envisager d’autres sources de financement pour atteindre le montant de 100 000 dollars requis pour l’érection du bâtiment (p. 45). Il demande au premier ministre Honoré Mercier la mise en place d’une loterie annuelle. Malgré l’opposition du clergé, un arrêté en Conseil de 1890 établit la Loterie de la Province de Québec, qui sera renommée la Loterie du Peuple. La Citizen's League et le Witness font campagne contre cette Loterie.
Le Monument national est érigé entre 1891 et 1894 par la Société Saint-Jean-Baptiste de Montréal pour tenir lieu de centre culturel canadien-français et abriter les services administratifs de la Société. 
Bien qu'inachevé, il est inauguré le 24 juin 1893. Il accueille une foule de spectacles musicaux et lyriques avec notamment Emma Albani, Édith Piaf, les Veillées du bon vieux temps (1921-41) de Conrad Gauthier (où Mary Travers, dite La Bolduc, fait ses débuts professionnels), la Société canadienne d'opérette (1923-33), les Variétés lyriques (1936-55) ainsi que les revues Fridolinons ! (1938-46) de Gratien Gélinas. Plusieurs orateurs célèbres y ont fait des discours dont Henri Bourassa et David Ben Gourion.

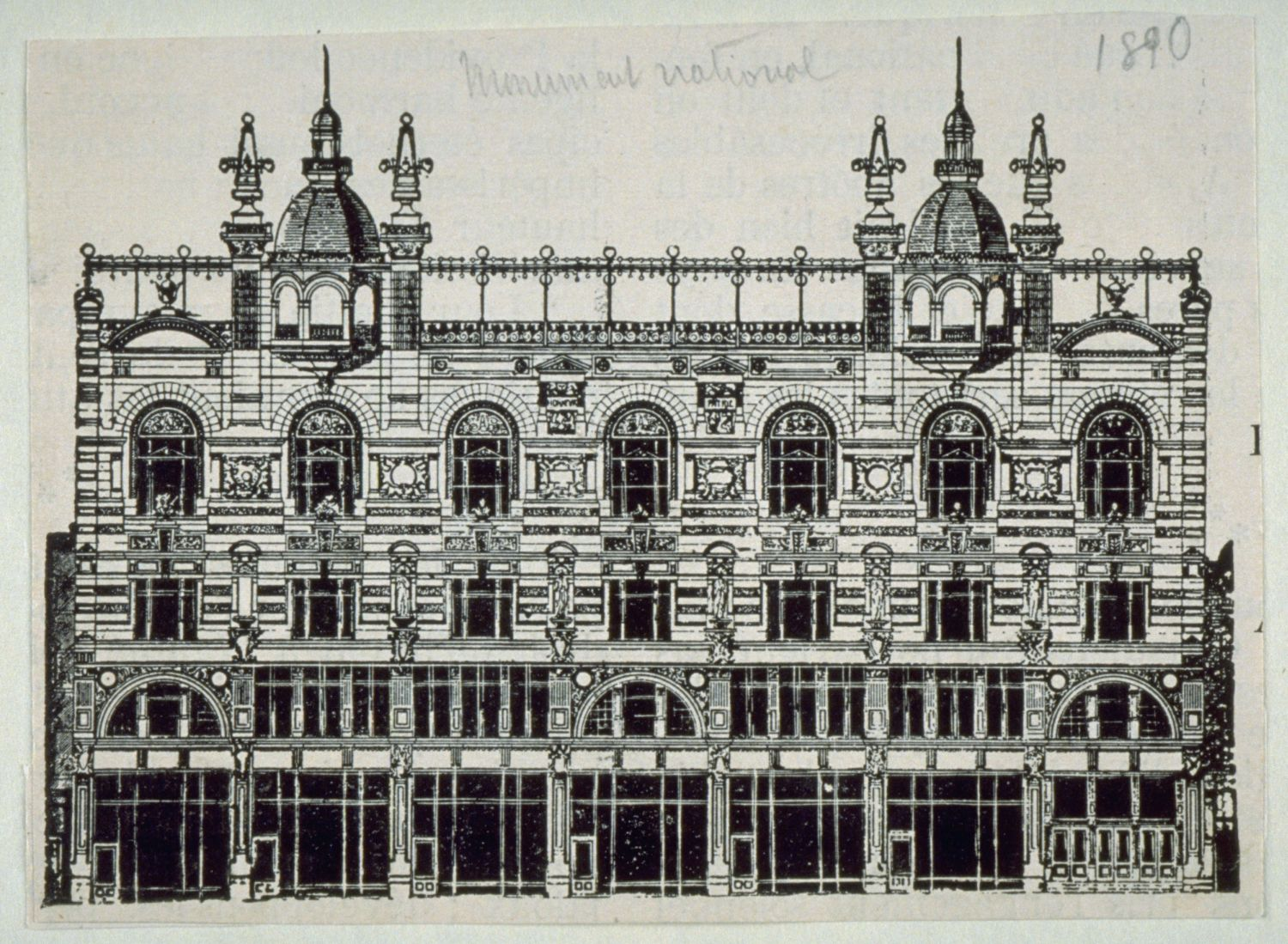
Dessin, 1890.
Publicité, 1891.
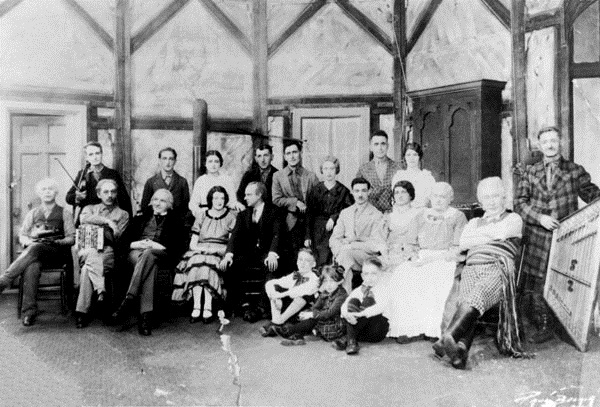
Veillées du bon vieux temps, 1928.
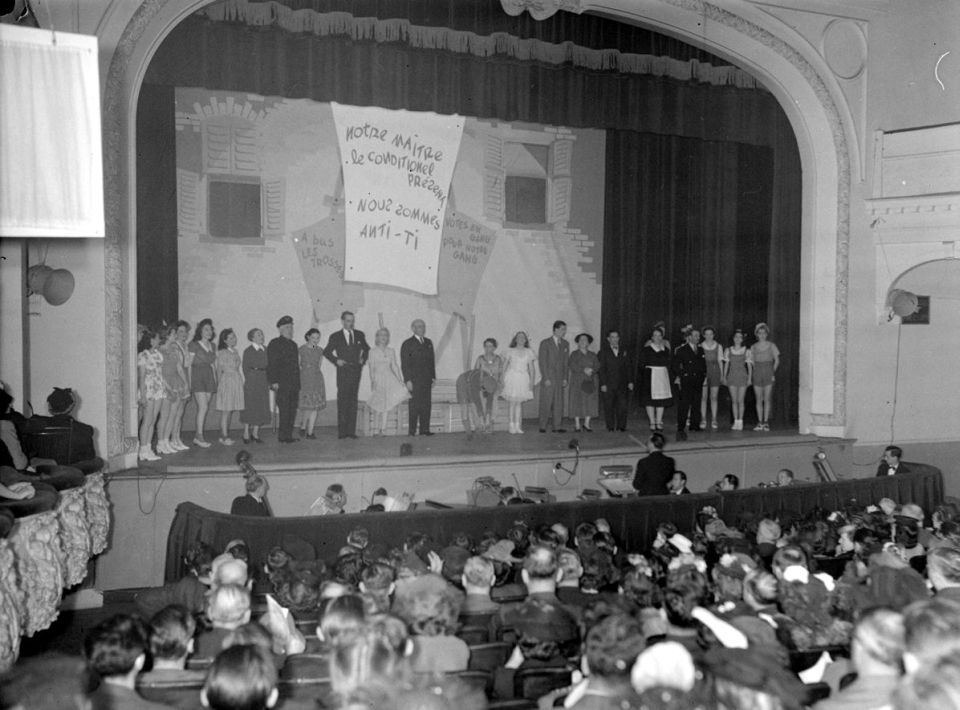
Fridolinons, 1945.

### Théâtre yiddish
Le Monument national a été une scène très importante pour les troupes de théâtre yiddish à Montréal. Il a contribué à faire de la scène théâtrale yiddish de Montréal la plus active après New York. La troupe de Dora Wasserman s'y est par ailleurs produite à de nombreuses reprises.
Le théâtre yiddish y a été actif jusqu’au milieu des années 1950, ayant présenté plusieurs vedettes importantes de la scène juive : Samuel Goldenburg (en mars et mai 1930), Leon Blank et Betty Frank (de novembre 1929 à février 1930), Herman Yablokoff (en novembre 1933) et Molly Picon, qui fait sa dernière apparition sur la grande scène du Monument en 1957.

## Installations

### Bâtiment
Conçu par les architectes Maurice Perrault, Albert Mesnard et Joseph Venne, c'est un bâtiment à structure d'acier, de style néo-Renaissance, avec revêtement en pierre de taille grise de Montréal en façade, et revêtement de pierre de taille et de brique à l'arrière. 
Son théâtre comportait à l'origine 1620 places. Aujourd'hui, le bâtiment compte trois salles, dont la plus grande, la salle Ludger-Duvernay, peut accueillir 805 spectateurs assis.
Il est reconnu comme un lieu historique national du Canada en 1985.

### Statut actuel et rénovations
En 1971, l'École nationale de théâtre fait l'acquisition de l'édifice pour la somme de 225 000 $. Il est classé monument historique par le gouvernement du Québec le 3 novembre 1976. En 1989, un projet de restauration est annoncé afin de le remettre à neuf pour son centenaire en juin 1993.

Au début du XXIe siècle, le Monument-National (nouvelle orthographe depuis 1993) compte trois salles de spectacle : la Salle Ludger-Duvernay, le Studio Hydro-Québec et le petit théâtre La Balustrade.

Photographies des trois salles du Monument-National
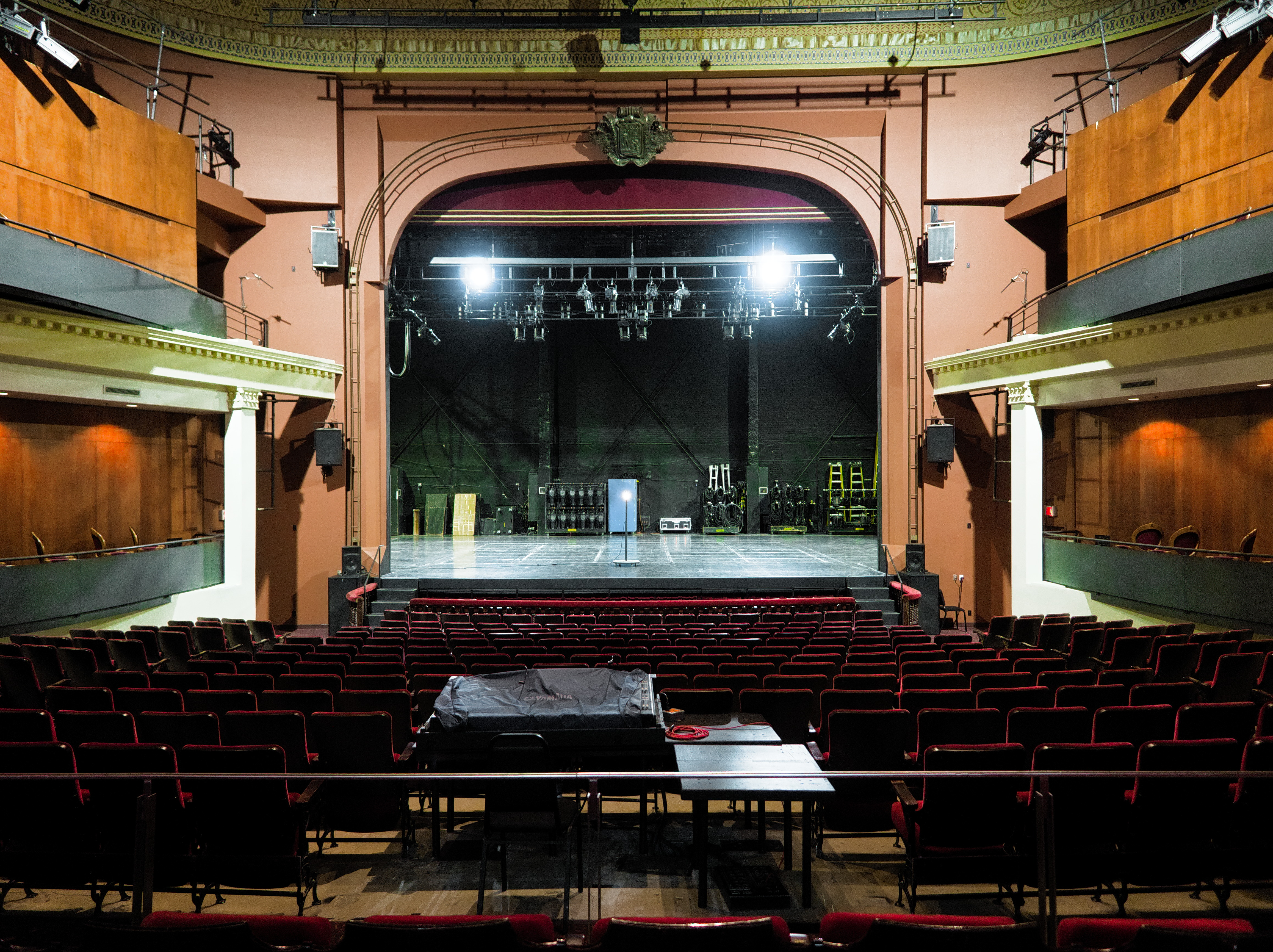
La salle Ludger-Duvernay (2019).
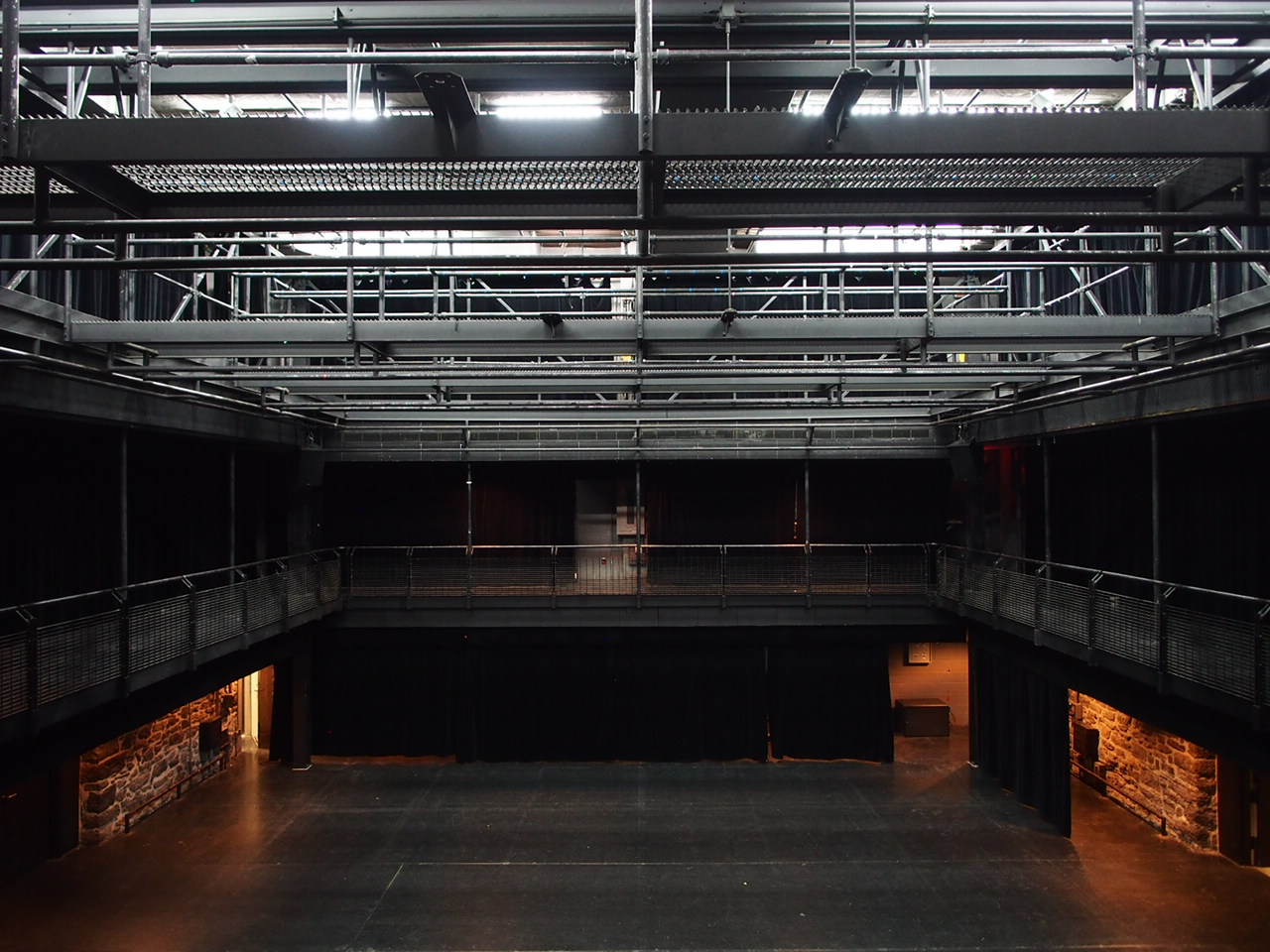
La salle Hydro-Québec (2019).
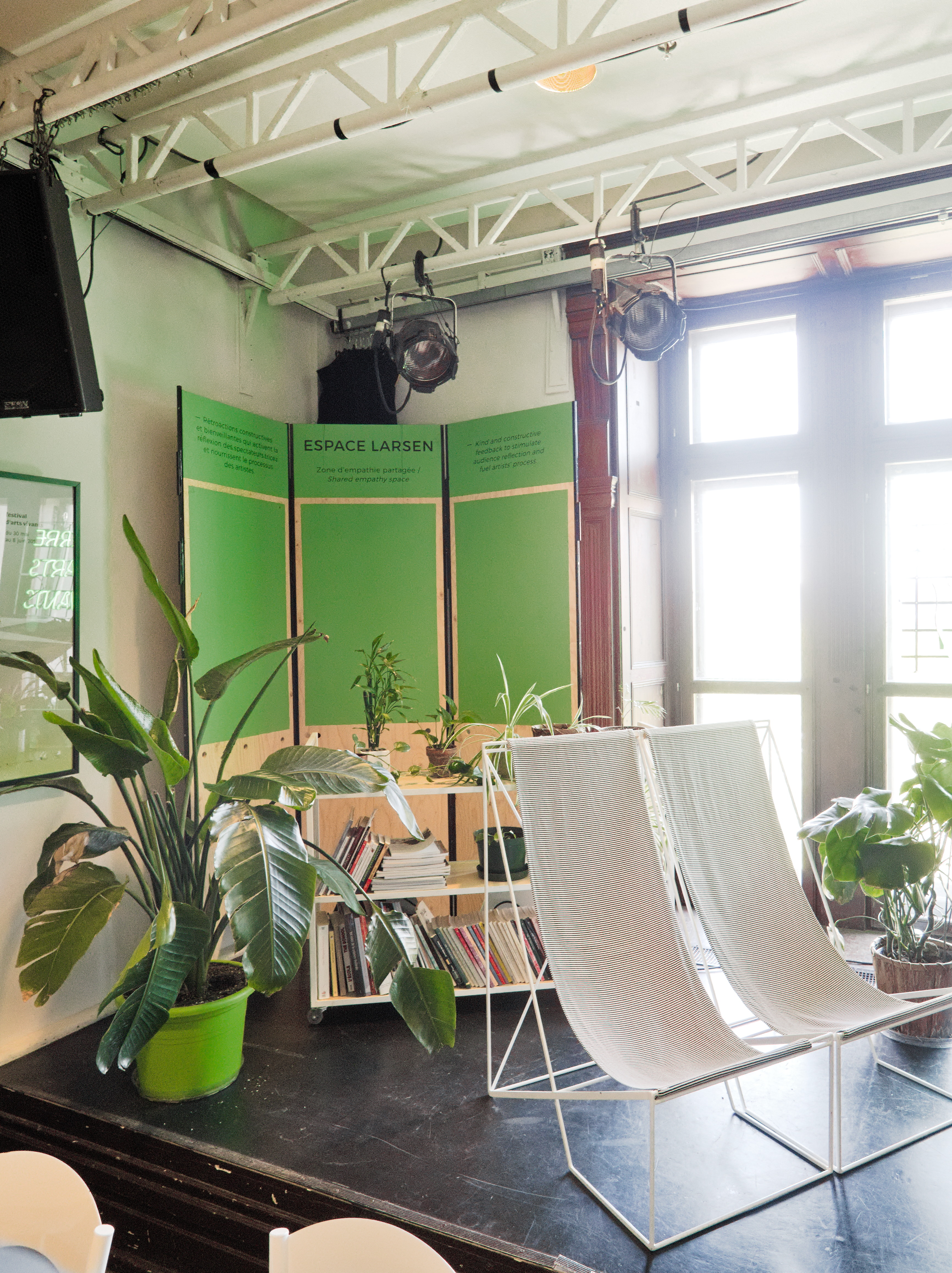
La Balustrade du Monument-National (2019).